# 족제비이끼과
족제비이끼과(Leucodontaceae)는 털깃털이끼목에 속하는 이끼과의 하나이다. 긴족제비이끼(Leucodon pendulus)와 참족제비이끼(Leucodon sapporensis) 등을 포함하고 있다.

## 하위 속
- Antitrichia
- Dozya
- Eoleucodon
- 족제비이끼속 (Leucodon)
- Pterogoniadelphus
- Pterogonium
- Scabridens